# 薩克森-魏森費爾斯的瑪格達列娜·希比拉 (1648-1681)
瑪格達列娜·希比拉（德語：Magdalena Sibylla von Sachsen-Weißenfels，1648年9月2日—1681年1月7日），薩克森-哥達-阿爾滕堡公爵夫人，薩克森-魏森費爾斯公爵奧古斯特的女兒。

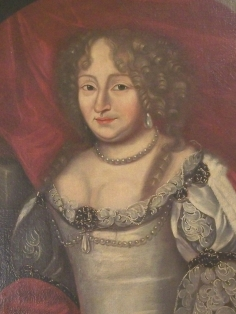

## 家庭
1669年，瑪格達列娜·希比拉與薩克森-哥達-阿爾滕堡的腓特烈一世結婚，兩人共有2子4女：
1. 安娜·索菲（1670年—1728年）
2. 多蘿西亞·瑪麗亞（1674年—1713年）
3. 弗蕾德里克（1675年—1709年）
4. 腓特烈二世（1676年—1732年）
5. 約翰·威廉（1677年—1707年）
6. 約翰娜（1680年—1704年）